# Gila Box Riparian National Conservation Area
La Gila Box Riparian National Conservation Area est une zone de conservation nationale située le long de la rivière Gila dans le sud des comtés de Graham et Greenlee dans le sud-est de l'Arizona, aux États-Unis. Administrée par le Bureau of Land Management, la zone de conservation, créée en 1990, couvre environ 93 km² de superficie. Des terrains de camping et des sentiers de randonnée sont disponibles. La section de la rivière Gila qui traverse la zone Gila est populaire auprès des amateurs de rafting et des kayakistes en eau vive. 

La zone de conservation nationale riveraine de Gila Box est située à 32 kilomètres au nord-est de la ville de Safford, en Arizona. 

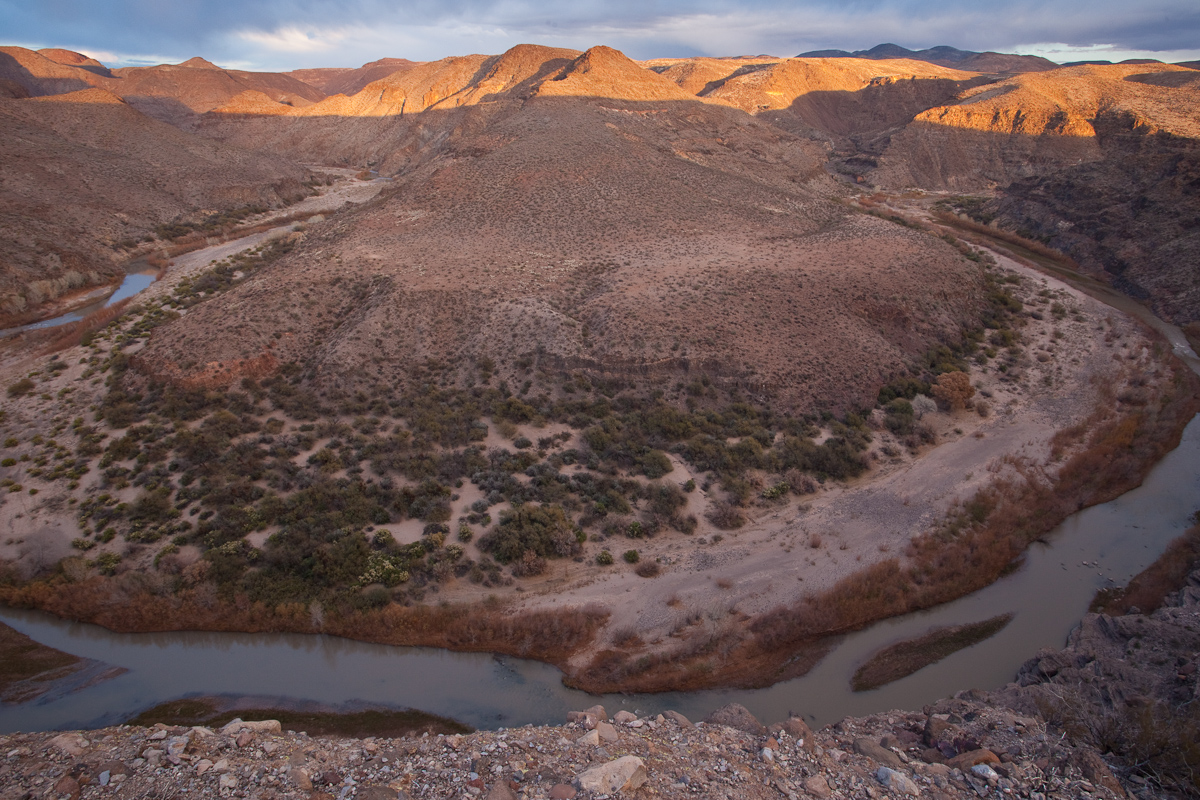
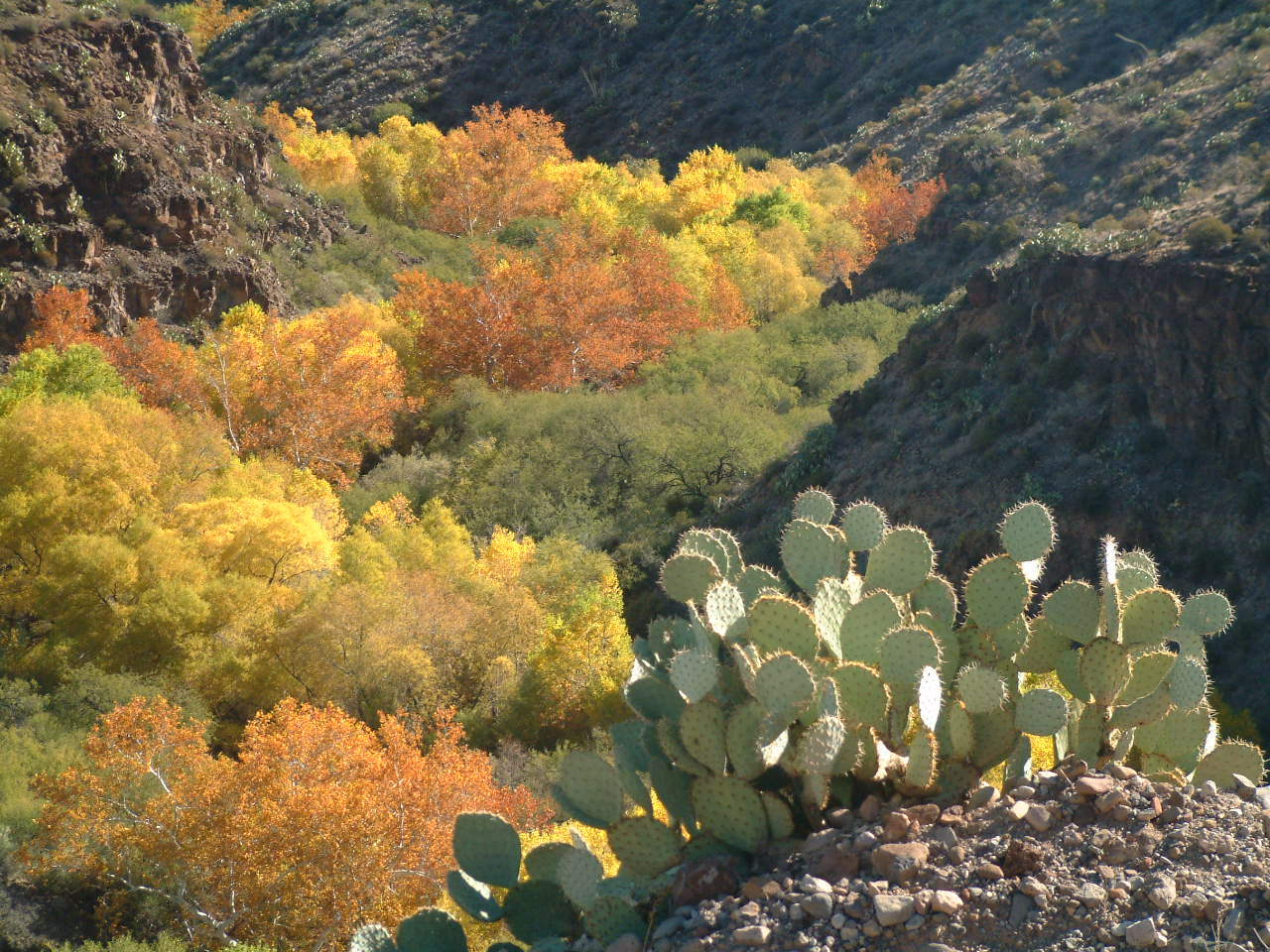
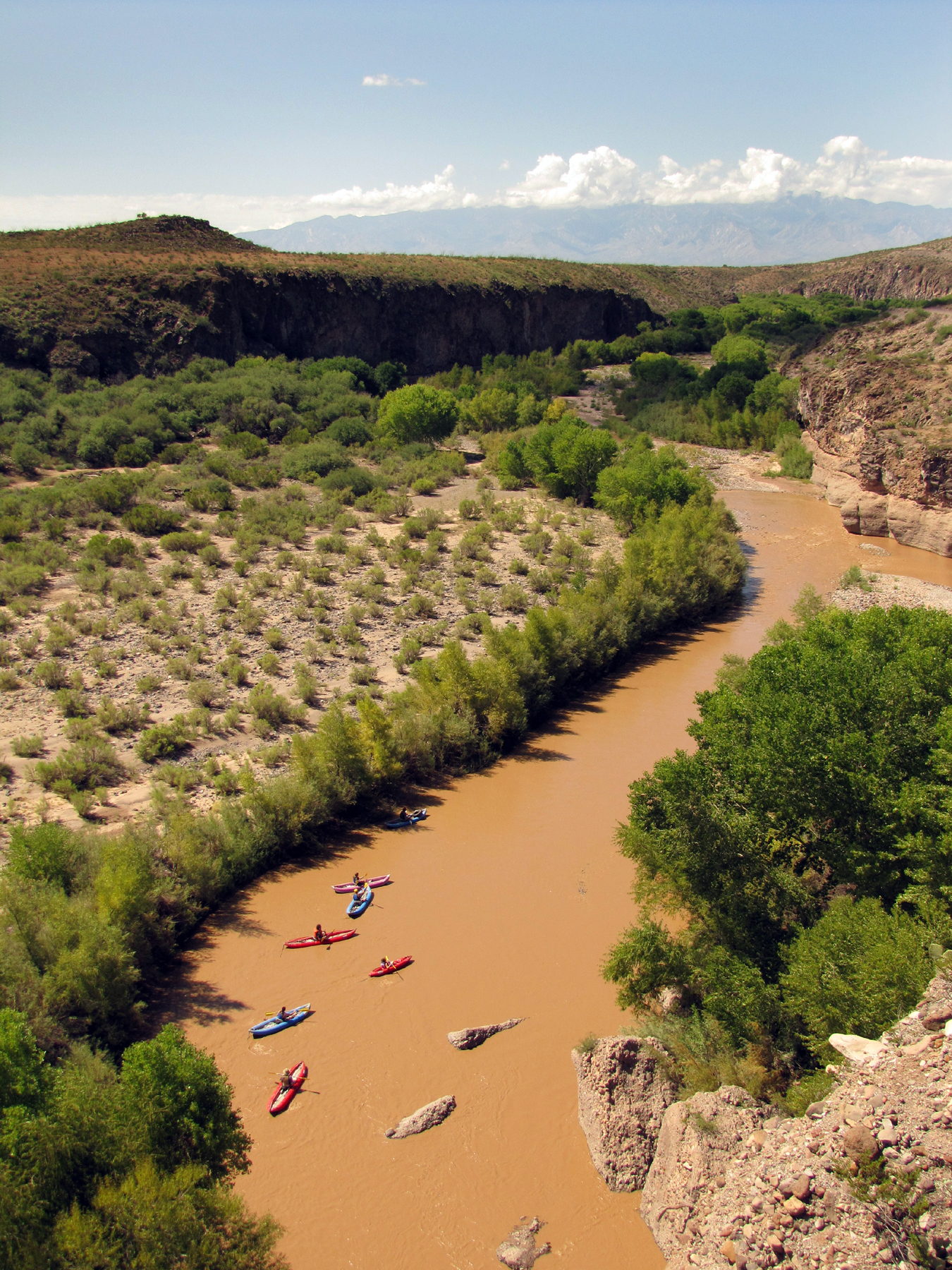
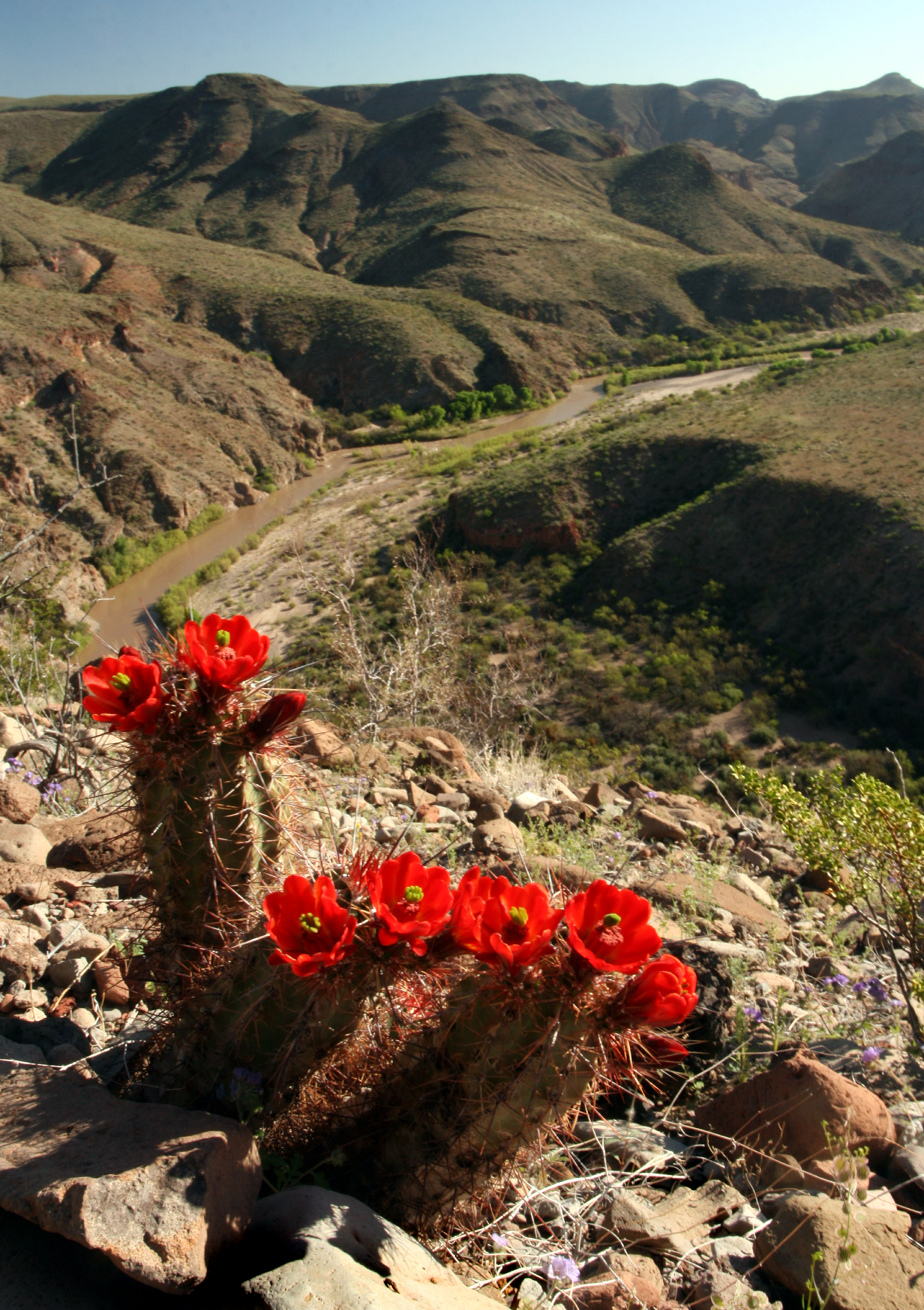